# 明吉扬·谢苗诺夫
明吉扬·阿勒图罗维奇·谢苗诺夫（俄语：Мингия́н Арту́рович Семёнов，1990年6月11日—）是一名俄罗斯古典式摔跤运动员，2012年奥运会古典式摔跤铜牌获得者。俄罗斯荣誉体育大师。卡尔梅克人。